# Митчелл, Миллард
Миллард Митчелл (англ. Millard Mitchell; 14 августа 1903 — 13 октября 1953) — американский актёр, снялся примерно в тридцати художественных фильмах.
Родился в Гаване, снялся в восьми фильмах с 1931 по 1936 год. Вернулся к работе в кино в 1942 году после шестилетнего отсутствия. С 1942 и 1953 Митчелл успешно снимался в ролях второго плана.
В 1952 году Миллард Митчелл стал лауреатом премии «Золотой глобус» за лучшую мужскую роль второго плана.
Митчелл умер в возрасте пятидесяти лет от рака лёгких в Санта-Монике и похоронен на кладбище Святого Креста в Калвер-Сити.

## Избранная фильмография
| Год  |   | Русское название                | Оригинальное название  | Роль                 |
| ---- | - | ------------------------------- | ---------------------- | -------------------- |
| 1931 | ф | Урок любви                      | A Lesson in Love       |                      |
| 1942 | ф | Убийство на Центральном вокзале | Grand Central Murder   | детектив Артур Дулин |
| 1943 | ф |                                 | Slightly Dangerous     |                      |
| 1946 | ф |                                 | Swell Guy              |                      |
| 1947 | ф | Двойная жизнь                   | A Double Life          | Эл Кули              |
| 1947 | ф | Поцелуй смерти                  | Kiss of Death          | детектив Шелби       |
| 1948 | ф | Зарубежный роман                | A Foreign Affair       |                      |
| 1949 | ф | Воровское шоссе                 | Thieves' Highway       | Эд Кинни             |
| 1949 | ф | Все это делают                  | Everybody Does It      |                      |
| 1949 | ф | Вертикальный взлёт              | Twelve O'Clock High    | Патрик Притчард      |
| 1950 | ф | Стрелок                         | The Gunfighter         | маршал Марк Стретт   |
| 1950 | ф | Винчестер 73                    | Winchester '73         | Фрэнки Уилсон        |
| 1950 | ф | Осуждённый                      | Convicted              | Мэллоби              |
| 1950 | ф | Мистер 880                      | Mister 880             |                      |
| 1951 | ф | Ты на флоте сейчас              | You're in the Navy Now |                      |
| 1952 | ф | Поющие под дождем               | Singin' In The Rain    | Р. Ф. Симпсон        |
| 1952 | ф | Шесть моих убеждений            | My Six Convicts        |                      |
| 1953 | ф | Обнажённая шпора                | The Naked Spur         | Джесси Тейт          |
| 1953 | ф |                                 | Here Come the Girls    |                      |